# Саламатово (Кишертский район)
Саламатово — упразднённая деревня в Кишертском муниципальном округе Пермского края России. В 2025 году включена в состав села Усть-Кишерть и исключена из учётных данных.

## География
Находится в юго-восточной части края, в зоне хвойно-широколиственных лесов, на расстоянии приблизительно 0,5 километра (по прямой) к северо-востоку от села Усть-Кишерть, административного центра округа.
Климат
Климат характеризуется как умеренно континентальный, с продолжительной многоснежной холодной зимой и коротким умеренно тёплым летом. Средняя многолетняя температура самого холодного месяца (января) составляет −17,3 °C (абсолютный минимум — −51 °С), температура самого тёплого (июля) — 24,8 °C (абсолютный максимум — 37 °С). Среднегодовое количество осадков — 532 мм. Снежный покров держится в течение 170 дней в году.

## История
До 2019 года входила в состав ныне упразднённого Усть-Кишертского сельского поселения Кишертского района.
В 2025 году село Усть-Кишерть, деревни Махали, Саламатово, Чирки как фактически слившиеся преобразованы в село Усть-Кишерть.

## Население
| 2000 | 2004[…] | 2004 | 2008 | 2012 | 2014 | 2015 |
| ---- | ------- | ---- | ---- | ---- | ---- | ---- |
| 8    | ↗10     | →10  | →10  | ↘6   | ↗10  | ↗14  |
| 2016 |         |      |      |      |      |      |
| ↗16  |         |      |      |      |      |      |

Национальный состав
Согласно результатам переписи 2002 года, в национальной структуре населения русские составляли 100 %

## Инфраструктура
Личное подсобное хозяйство с зоной сельскохозяйственного использования, индивидуальная застройка усадебного типа.

## Транспорт
Остановочный пункт Саламатово (1559 км)